# Havenstraat (Rotterdam)
De Havenstraat is een straat in de Rotterdamse deelgemeente Delfshaven. De Havenstraat loopt tussen de Westzeedijk en de Lage Erfbrug.

## Geschiedenis
De Havenstraat is een onderdeel van Schielands Hoge Zeedijk en stamt uit de 12e eeuw. In 1389 kreeg de stad Delft het recht om een sluis in de dijk aan te leggen. Aan deze sluis ontstond de nederzetting Delfshaven.
Tot de vereniging van de gemeentes Rotterdam en Delfshaven in 1886 had de Havenstraat de naam Rotterdamsche Dijk. Na de vereniging kreeg de Havenstraat zijn huidige naam. In 1965 werd de Havenstraat andermaal doorgraven: tussen de Achterhaven en de Coolhaven werd de Achterhavenbrug gebouwd. Hierbij verdween op 12 mei 1965 de trambaan van lijn 10 uit de straat die werd verlegd via de Westzeedijk en Spanjaardstraat. Aan de Havenstraat ter hoogte van de Achterhavenbrug staat het standbeeld van Piet Heyn.

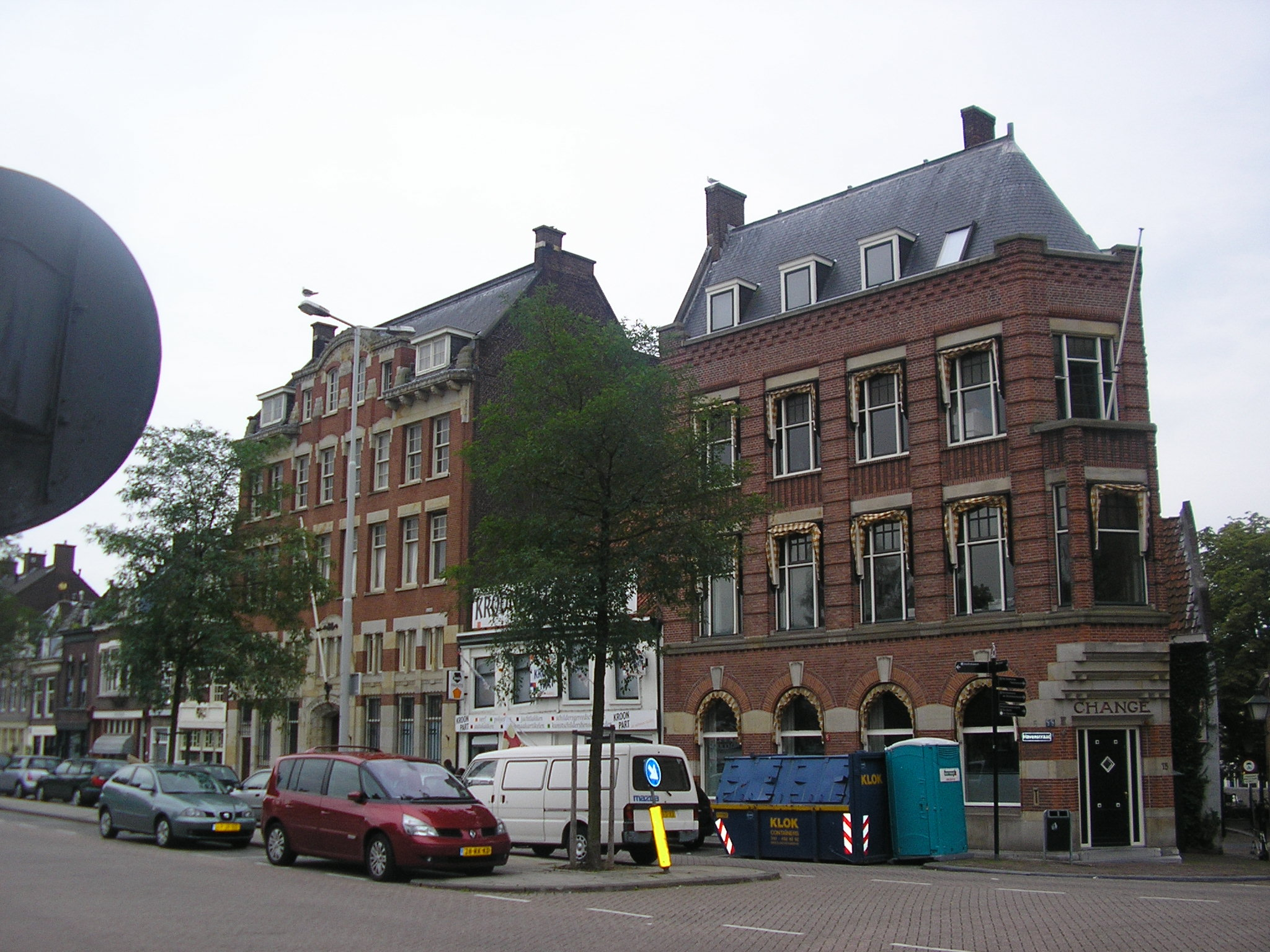
Voormalige bankgebouwen aan de Havenstraat.
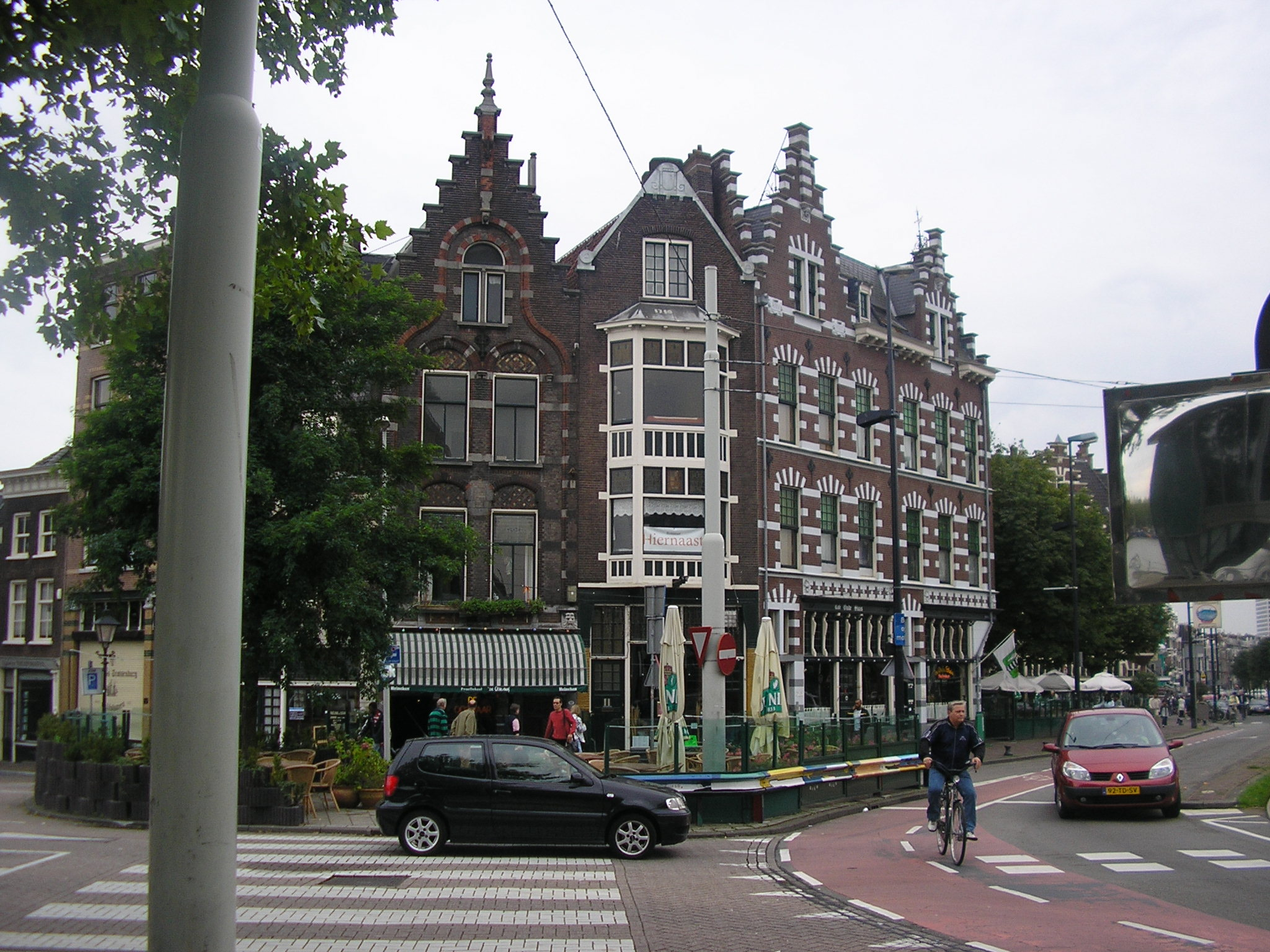
Karaktistieke pandjes aan de Havenstraat hoek Voorstraat.

Aelbrechtskade ·
Beukelsdijk ·
G.J. de Jonghweg ·
's-Gravendijkwal ·
Havenstraat ·
Henegouwerlaan ·
Keilestraat ·
Keileweg ·
Marconiplein ·
Mathenesserlaan ·
Mathenesserplein ·
Müllerpier ·
Nieuwe Binnenweg ·
Piet Heynsplein ·
Piet Heynstraat ·
Puntegaalstraat ·
Rochussenstraat ·
Schiedamseweg ·
Vierhavensstraat ·
Westzeedijk